# Kathedraal van Carlisle
De kathedraal van de Heilige en Ongedeelde Drie-eenheid (Engels: Cathedral Church of the Holy and Undivided Trinity) is een anglicaanse kathedraal in Carlisle, Engeland. De kathedraal is de zetel van de bisschop van Carlisle.

## Geschiedenis
De kathedraal stamt uit 1122 of 1123. In 1133 kreeg de net gebouwde kerk de status van kathedraal. Er zou een herbouw komen in gotische stijl in de 13e eeuw. Deze werken zouden echter zwaar beschadigd raken door een brand, waardoor er opnieuw moest worden begonnen. Tijdens de ontbinding van de kloosters onder Hendrik VIII van Engeland werd de priorij die bij de kathedraal hoorde ontbonden. De latere Engelse Burgeroorlog zorgde voor beschadigingen aan het schip: er was steen nodig voor het kasteel van Carlisle en daarvoor werd de kathedraal deels afgebroken. Tussen 1853 en 1870 werd de kathedraal gerestaureerd.